# Mary Abigail Dodge
Pour les articles homonymes, voir Dodge (homonymie).
Mary Abigail Dodge, connue également sous le pseudonyme de Gail Hamilton, née le 31 mars 1833 à Hamilton dans l'État du Massachusetts et morte le 17 août 1896 à Hamilton, est une auteure, essayiste, journaliste, épistolière, éditrice et une abolitionniste américaine. Une des thématiques majeures de ses écrits est une apologie de l'émancipation, de l'autonomisation des femmes vis-à-vis des hommes et du non-conformisme vis-à-vis des idées reçues.

## Biographie

### Jeunesse et formation
Mary Abigail Dodge est la troisième fille et la cadette des sept enfants de James Brown Dodge et de Hannah Stanwood  Dodge, un couple de propriétaires terrien. Ses deux parents sont issus de vieilles familles d'origine anglaise implantées depuis plusieurs générations dans la Nouvelle Angleterre, et plus particulièrement le comté d'Essex dans l'État du Massachusetts. Durant son enfance, Mary Abigail Dodge préfère se faire nommer par son diminutif Abby,,,.

#### Une enfance insouciante et libre
Mary Abigail Dodge, grandit comme une jeune enfant de la campagne et développe un amour de la nature et en tant que cadette elle est le centre d'attention de ses parents.
Très tôt, la jeune Abby manifeste une personnalité forte aux idées bien arrêtées qui la différencient des jeunes filles « convenable » de son temps, elle voue une « une haine mortelle envers les corvées domestiques », leur préférant les livres et les loisirs. Ses parents acceptent ses opinions originales.
Bien qu'elle soit élevée dans la foi calviniste et qu'elle régulièrement aux assemblées de l'église congrégationaliste d'Hamilton où elle est incitée à lire la Bible, Mary Abigail Dodge n'adhère pas aux messages d'un calvinisme rigoriste, qui par exemple lui affirme l'infériorité de la femme vis-à-vis de l'homme. Elle estime que chacun a un devoir envers Dieu, celui de développer ses talents. Cette opinion lui fera préférer la liberté de pensée contre les opinions communes,.

#### Une enfant précoce
Très tôt, dès ses deux ans, la jeune Abby, est capable de faire réciter des fables qu'elle a apprises par cœur, à l'âge de six elle écrit de petits essais. La précocité intellectuelle de Mary Abigail Dodge est confirmée durant ses études primaires à l'école d'Hamilton,.
Aussi est-elle est envoyée au séminaire pour femmes le Ipswich Female Seminary (en) situé à Ipswich, ville voisine du comté d'Essex . Mary Abigail Dodge y suit, entre autres, des cours de français, d'allemand, de latin, d'algèbre, de chimie, d'histoire, de philosophie. Elle obtient son diplômes de fin d'études en 1850,,,.

### Carrière

#### L'enseignante

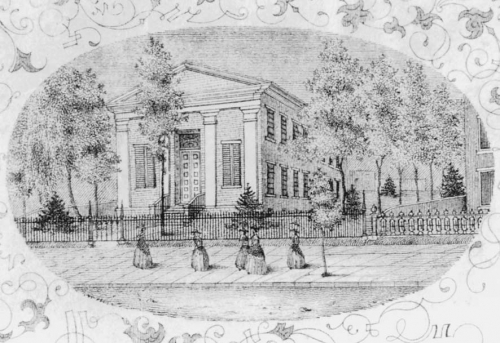
Séminaire féminin de Hartford

Dotée de son diplôme, Mary Abigail Dodge entre dans le vie active comme professeure de littérature anglaise au Séminaire féminin de Harford (en) en 1850, puis l'année d'après comme enseignante à la Hartford High School (en), elle y enseigne la littérature anglaise, le latin, les mathématiques et les sciences physiques et cela jusqu'en septembre 1858,,,.

#### Un tournant décisif

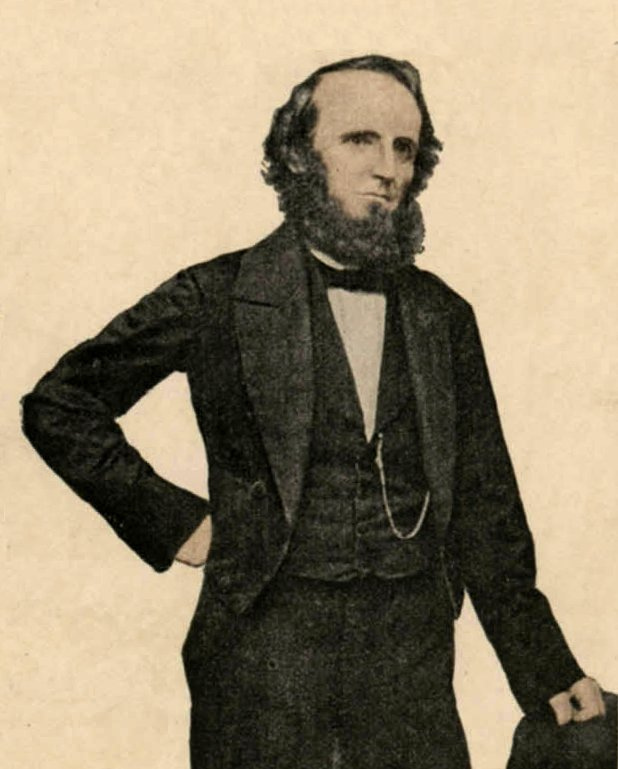
Gamaliel Bailey.

Cette année de 1858 marque un tournant dans la vie de Mary Abigail Dodge. Pendant ses années d'enseignante elle songe à une carrière d'écrivaine, mais il lui semble impossible de mener des travaux d'écriture avec ses obligations pédagogiques. Dès 1856, elle lit régulièrement le journal abolitionniste The National Era (en) organe de l'American and Foreign Anti-Slavery Society (en) et publié par le docteur en médecine Gamaliel Bailey (en). Mary Abigail Dodge envoie différents articles pour le National Era sous le pseudonyme de Gail Hamilton. Gamaliel Bailey apprécie ses premiers écrits et lui envoie pour l'année 1856, une somme de 50 $ pour ses contributions, c'est plus que ce à quoi s'attendait Mary Abigail Dodge. Pendant deux ans, elle lui envoie des articles, elle perfectionne son style, prend des conseils auprès de Sara Jane Lippincott et finalement décide de prendre une année sabbatique pour se consacrer à la seule écriture. Connaissant sa décision, Gamaliel Bailey lui propose de l'embaucher comme gouvernante de ses enfants à son domicile de Washington (district de Columbia),,,,,.

#### La journaliste

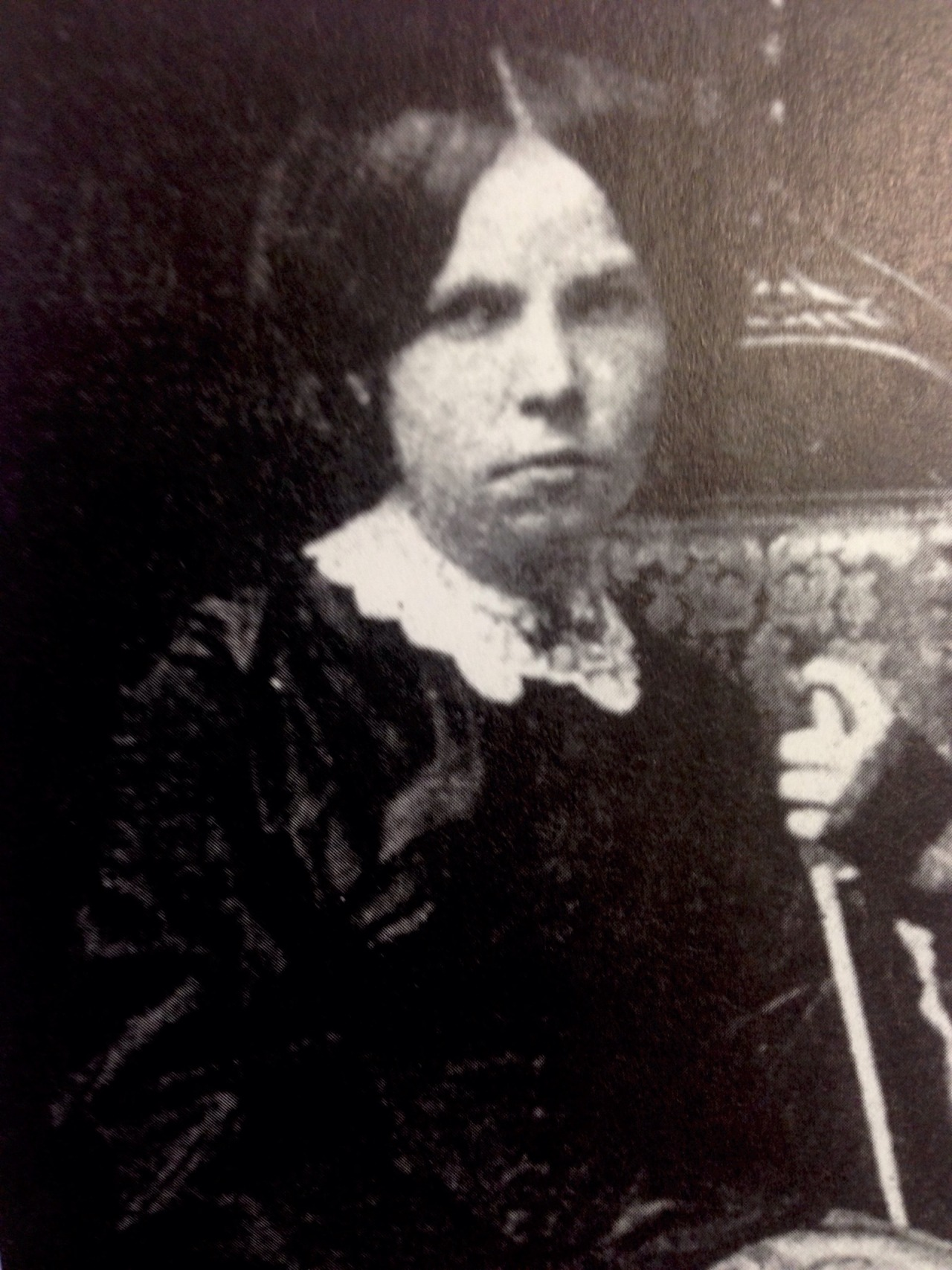
Mary Abigail Dodge.

Dès son arrivée à Washington, Mary Abigail Dodge devient une contributrice régulière du National Era. Son style caustique et effervescent lui permet de contribuer à d'autres revues et magazines tels que The Independent (New York City) (en), The Atlantic, The Congregationalist et autres toujours sous le nom de Gail Hamilton,,,.
Ses articles sont appréciés pour son apologie de la confiance en soi, de la capacité à penser et à décider par soi-même, à se respecter par soi même, vus du côté féminin, position qu'elle propose avec autant de perspicacité que de vivacité.
Selon son amie Harriet Elizabeth Prescott Spofford, Mary Abigail Dodge a toujours eu honte de son visage défiguré par un accident qui lui a fait perdre l'usage d'un œil à l'âge de ses deux ans. C'est pourquoi elle a toujours tenu à écrire sous le pseudonyme de Gail Hamilton,.
En 1859, Gamaliel Bailey meurt, il s'avère que sa veuve a des difficultés pour prendre la relève au point qu'elle n'est pas capable de rémunérer Mary Abigail Dodge, en plus elle apprend que sa mère est malade est impotente, aussi quitte-t-elle la famille Bailey en 1860 pour rejoindre le foyer familial pour s'occuper de sa mère, elle y reste jusqu'en 1868, année de la mort de sa mère,,.
Durant ces années, marquées par la Guerre de Sécession, Mary Abigail Dodge bénéficie d'une bonne réputation qui lui ouvre les portes des cercles littéraires de Hartford et de Concord, c'est ainsi qu'elle fait la connaissance de l'écrivain George Wood qui la soutiendra plus tard. L'éditeur James Derby lui consacre un article dans son livre Women of the North Distinguished in Literature. Elle développe également des amitiés avec des personnalités politiques de Massachusetts, c'est ainsi qu'elle devient l'amie de John Greenleaf Whittier dont elle repousse régulièrement les demandes en mariage,,,.

#### Les débuts de l'essayiste et de la féministe
En 1860, Mary Abigail Dodge publie son premier recueil d'essais Country Living and Country Thinking, Après plusieurs essais, en 1868, parait Woman's Wrongs: A Counter-irritant qui est un brûlot remettant en cause les rôles sociaux des femmes, assignées par « décret divin » à la sphère de la vie domestique, jugées faibles, frivoles et irresponsables, elle réclame le droit pour toutes les femmes de pouvoir bénéficier de la même éducation que les hommes et de pourvoir accéder à tous les emplois. Elle se montre vigilante quant au droit de vote des femmes, certes pour elle, ce moment viendra, mais s'il est nécessaire, il n'est pas suffisant s'il n'y a pas la suppression des discriminations exercées envers les femmes. À un suffrage sans retombées pratiques, elle préfère que l'on mette fin à la main mise des hommes sur les femmes et qu'elle puisse au moins intervenir, ne serait-ce de façon indirecte, sur la vie politique. Elle se défie d'un droit de vote qui pourrait se transformer en véritable tyrannie des hommes en mettant sur le dos des femmes le fardeau de la responsabilité de la vie familiale en toute courtoisie hypocrite,.

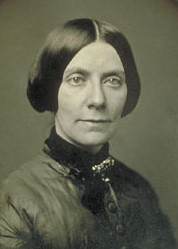
E.D.E.N. Southworth.

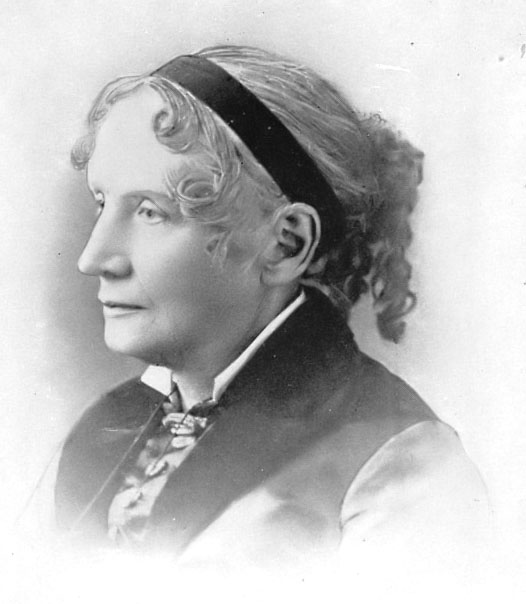
Harriet Beecher-Stowe.

La ligne directrice de ses écrits est celle déjà affirmée lors de son adolescence, chaque personne, devant Dieu, a la responsabilité de développer pleinement ses capacités. Développement qui doit passer outre aux conventions sociales, plus particulièrement des rôles sociaux discriminatoires envers les femmes. Pour elle, les hommes comme les femmes doivent avoir les mêmes droits. Position féministe qui la distingue d'E. D. E. N. Southworth pour qui la femme peut s'épanouir en développant ses capacités domestiques, et conquérir ainsi la confiance en soi, et son autonomie en prenant le pouvoir dans la sphère domestique, comme elle se distingue d'Harriet Beecher Stowe, pour laquelle les hommes doivent assimiler et développer les valeurs dites féminines mais elle n'a jamais défendu le fait que les femmes puissent également assimiler et développer des valeurs dites masculines.
Sa revendication de l'autonomisation des femmes fait que Mary Abigail Dodge refusera de se marier, elle explique sa position dans une lettre adressée à son frère en 1860, « si j'étais mariée, je serai dépendante des caprices d'une personne. Une femme célibataire possède un avantage sur les femmes mariées ».
Mary Abigail Dodge, sans cacher son sexe, refuse d'être cataloguée comme une femme écrivaine, mais simplement comme un écrivain en dehors du fait que cet écrivain soit un homme ou une femme, mais simplement un humain.

#### L'éditrice
De 1865 à 1867, avec John Townsend Trowbridge (en) et Lucy Larcom (en), Mary Abigail Dodge est l'éditrice du magazine pour la jeunesse Our Young Folks (en).

#### Droit d'auteur et équité

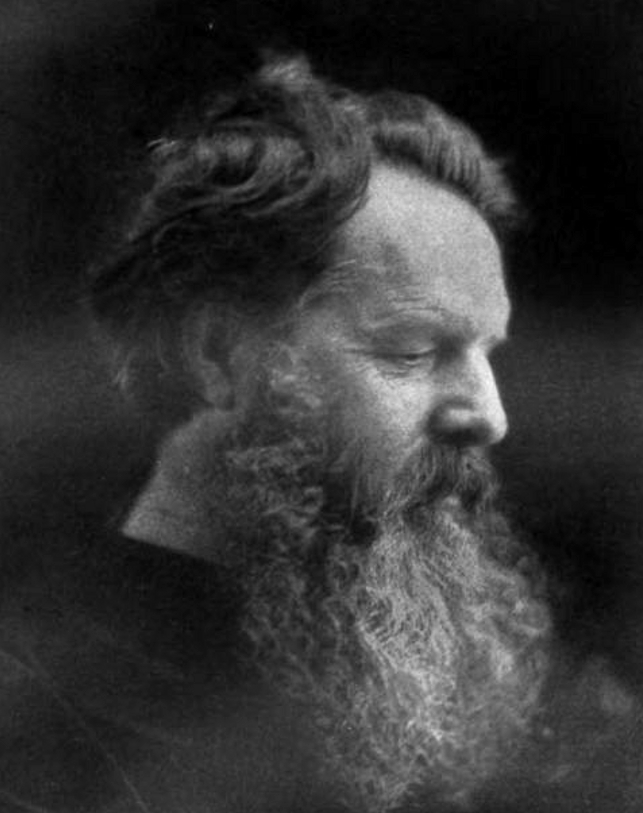
James Thomas Fields.

En 1867, Mary Abigail Dodge se rend compte que James Thomas Fields, le directeur de son éditeur Ticknor and Fields, lui reverse des royalties inférieures au montant habituel de 10% du montant des ventes. Dans un premier temps, elle lui fait part de sa surprise et lui demande de lui expliquer le pourquoi et le comment de cette différence de traitement qu'elle ne comprend pas. Surprise d'autant que ses livres sont vendus au prix de 2 $ et que ses royalties sont calculés sur une base de 1,50 $. Face à ces remarques justifiées, étrangement, James T. Fields ne se hâte point pour réparer ce dommage. Mary Abigail Dodge consulte d'autres éditeurs de Boston et New York pour leur demander comment ils calculent les royalties de leurs auteurs, sa conclusion est que James T. Fields non seulement la sous rémunère mais qu'il s'est fait des bénéfices hors nomes sur son dos. La dispute éclate. Sa colère est d'autant plus grande qu'elle apprend que James T. Fields  a eu les mêmes pratiques vis du reversement des royalties de Nathaniel Hawthorne à sa veuve. Après d’âpres discussions, elle obtient un dédommagement de 1 250 $ au lieu des 3 000 $ demandés, les négociations tournent cours. Mary Abigail Dodge quitte avec fracas Ticknor and Fields et en 1870, elle règle ses compte en publiant A Battle Of The Books: Recorded By An Unknown Writer, For The Use Of Authors And Publishers qui est une fiction où elle narre avec ironie les aléas auxquels un auteur et plus particulièrement une femme doit se préparer à affronter,,.
Son conflit avec James T. Fields est aussi un argument pour l'une de ses revendications féministe à savoir qu'à un travail égal une femme reçoive une rémunération égale. Vers les années 1880, ses essais se vendent si bien, qu'elle est alors en position de force vis-à-vis des éditeurs pour imposer ses règles de rémunérations,.
Sa bataille pour ses royalties a ouvert la voie pour d'autres auteures et ses positions finirent par être admises par des éditeurs et des sociétés d'auteurs, même jusqu'à la Society of American Authors qui lui propose le poste de vice présidente en 1891.

#### La contestation de la religion en tant qu'institution
Si Mary Abigail Dodge a la foi chrétienne, en revanche elle critique les institutions religieuses, d'où ses essais tels que Sermons to the Clergy en 1876 What think ye of Christ en 1877 et enfin A Washington Bible Class en 1891.

#### La politique

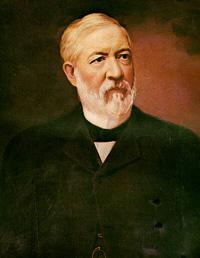
James G. Blaine.

À partir de 1871, Mary Abigail Dodge passe régulièrement les hivers dans la résidence de James G. Blaine, une figure majeure du Parti républicain et l'époux d'une de ses cousines. Elle y voit un moyen d'exercer de façon indirecte une action sur la vie politique. Mary Abigail Dodge écrit ses discours et l'a aidé à écrire Twenty Years of Congress. Grâce au réseau de James G. Blaine elle rencontre et discute avec des sénateurs, des chefs de cabinet, des diplomates et le président lui-même. Elle écrit également divers articles politiques pour le New-York Tribune. Après la mort de James G. Blaine en 1893, elle écrit une biographie en sa mémoire, Biography Of James G. Blaine,,,.

#### La fin
En 1895, alors que Mary Abigail Dodge révise les dernières pages de Biography Of James G. Blaine, elle est victime d'un accident vasculaire cérébral (AVC) qui la laisse dans le coma pendant plusieurs semaines. Elle s'en remet et dicte son expérience de la mort dans son dernier ouvrage X Rays ; l'année suivante, le 17 août 1896, elle décède des suites d'un nouvel AVC,,.
Mary Abigail Dodge est inhumée à Hamilton.

## Œuvres
Note : quand une œuvre est suivie d'un identifiant ISBN, cela signifie qu'elle a fait l'objet de rééditions récentes souvent sous forme de fac-similé, l'identifiant est celui, en principe, de la réédition la plus récente, sans préjuger d'autres rééditions antérieures ou ultérieures. La lecture en ligne est toujours la lecture de l'édition originale.

### Essais
- Country Living and Country Thinking, Boston, Ticknor and Fields, 1862, 500 p. (ISBN 9781377625614, lire en ligne),
- Gala-Days, Boston, Ticknor & Fields, 1863, 452 p. (ISBN 9781362197713, lire en ligne),
- Stumbling-Blocks, Boston, Ticknor and Fields, 1864, 456 p. (ISBN 9781333375263, lire en ligne),
- Skirmishes and Sketches, Boston, Ticknor and Fields, 1865, 468 p. (ISBN 9780353880610, lire en ligne),
- A New Atmosphere, Boston, Ticknor and Fields, 1865, 348 p. (ISBN 9781372281747, lire en ligne),
- Summer Rest, Boston, Ticknow and Fields, 1866, 376 p. (OCLC 977147128, lire en ligne),
- Red-Letter Days in Applethorpe, Boston, Ticknor and Fields, 1866, 170 p. (OCLC 1052530883, lire en ligne),
- Wool-Gathering, Boston, Ticknor and Fields, 1867, 348 p. (ISBN 9780266184591, lire en ligne),
- Woman's Wrongs: A Counter-irritant, Boston, Ticknor and Fields, 1868, 226 p. (ISBN 9780266188322, lire en ligne),
- A Battle Of The Books: Recorded By An Unknown Writer, For The Use Of Authors And Publishers, Cambridge, Massachusetts, Riverside press, 1870, 302 p. (OCLC 85800605, lire en ligne)
- Woman's Worth and Worthlessness: The Complement to a New Atmosphere., New York, Harper & Brothers, 1872, 310 p. (ISBN 9781331113164, lire en ligne),
- Little Folk Life, New York, Harper & Brothers, 1872, 232 p. (OCLC 6392064, lire en ligne),
- Twelve Miles From A Lemon, New York, Harper & brothers, 1874, 332 p. (ISBN 9780530931463, lire en ligne),
- Nursery Noonings, New York, Harper & brothers, 1875, 334 p. (OCLC 26035917, lire en ligne),
- Sermons to the Clergy, Boston, W. F. Gill and company, 1876, 436 p. (ISBN 9781373403667, lire en ligne),
- First Love is Best. A Sentimental Sketch, Boston, Estes and Lauriat, 1877, 340 p. (OCLC 1045533186, lire en ligne),
- What think ye of Christ : the testimony of the English Bible, Boston, Estes & Lauriat, 1877, 122 p. (OCLC 26036609, lire en ligne),
- Our Common School System, Boston, Estes & Lauriat, 1880, 368 p. (ISBN 9781330674420, lire en ligne),
- Divine Guidance, Memorial of A.W. Dodge, New York, D. Appleton and Company, 1881, 328 p. (OCLC 560052261, lire en ligne),
- A Washington Bible Class, New York, D. Appleton and company, 1891, 320 p. (OCLC 1158281849, lire en ligne),
- English Kings in a Nutshell: An Aid to the Memory, New York, American Book Company, 1893, 92 p. (ISBN 9781356888344, lire en ligne),
- Biography Of James G. Blaine, Norwich, Connecticut, The Henry Bill Publishing Company, 1895, 780 p. (ISBN 9781330584149, lire en ligne),
- X Rays, Hamilton, Massachusetts, inconnu, 4 mai 1896, 184 p. (ISBN 9781372724268, lire en ligne),
- Hannah Augusta Dodge (dir.) et Mary Abigail Dodge, Chips, Fragments and Vestiges, Boston, Lee and Shepard, 1902, 256 p. (ISBN 9780483812383, lire en ligne),

### Correspondance établie par Hannah Augusta Dodge
- Gail Hamilton's Life in Letters, Vol. 1  (préf. Harriet Elizabeth Prescott Spofford), Boston, Lee and Shepard, 1901, 636 p. (ISBN 9781330803097, lire en ligne),
- Gail Hamilton's Life in Letters: Volume 2, Boston, Lee and Shepard, 1901, 508 p. (ISBN 9781362194330, lire en ligne).

### Articles
Les articles de JSTOR, sont librement accessibles à la lecture en ligne jusqu'à la concurrence de 99 articles par mois.
- « Oppositions of Science, Falsely so Called », The Art Review, Vol. 1, No. 3,‎ janvier 1871, p. 2-3 (2 pages) (lire en ligne ),
- « The Spent Bullet », The North American Review, Vol. 134, No. 306,‎ mai 1882, p. 525-533 (9 pages) (lire en ligne ),
- « The Things Which Remain », The North American Review, Vol. 135, No. 308,‎ juillet 1882, p. 76-88 (13 pages) (lire en ligne ),
- « The Day of Judgment. Part I », The North American Review, Vol. 137, No. 325,‎ décembre 1883, p. 565-583 (19 pages) (lire en ligne ),
- « The Day of Judgment. Part II », The North American Review, Vol. 138, No. 326,‎ janvier 1884, p. 60-77 (18 pages) (lire en ligne ),
- « Prohibition in Politics », The North American Review, Vol. 140, No. 343,‎ juin 1885, p. 509-520 (12 pages) (lire en ligne ),
- « Prohibition in Practice », The North American Review, Vol. 141, No. 344,‎ juillet 1885, p. 34-46 (13 pages) (lire en ligne ),
- « Race Prejudice », The North American Review, Vol. 141, No. 348,‎ novembre 1885, p. 475-479 (5 pages) (lire en ligne ),
- « Statesmanship Old and New », The North American Review, Vol. 142, No. 354,‎ mai 1886, p. 493-501 (9 pages) (lire en ligne ),
- « Free Trade in Discussion », The North American Review, Vol. 142, No. 355,‎ juin 1886, p. 526-539 (14 pages) (lire en ligne ),
- « Words », The North American Review, Vol. 143, No. 356,‎ juillet 1886, p. 60-71 (12 pages) (lire en ligne ),
- « An American Queen », The North American Review, Vol. 143, No. 359,‎ octobre 1886, p. 329-344 (16 pages) (lire en ligne ),
- « Heathendom and Christendom under Test », The North American Review, Vol. 143, No. 361,‎ décembre 1886, p. 539-546 (8 pages) (lire en ligne ),
- « The Good Works of False Faiths », The North American Review, Vol. 144, No. 362,‎ janvier 1887, p. 36-42 (7 pages) (lire en ligne ),
- « Future Probation », The North American Review, Vol. 144, No. 363,‎ février 1887, p. 129-140 (12 pages) (lire en ligne ),
- « Why I Am a Congregationalist », The North American Review, Vol. 144, No. 365,‎ avril 1887, p. 330-339 (10 pages) (lire en ligne ),
- « That Everlasting Andover Controversy », The North American Review, Vol. 144, No. 366,‎ mai 1887, p. 477-486 (10 pages) (lire en ligne ),
- « The American Vedas », The North American Review, Vol. 144, No. 367,‎ juin 1887, p. 637-647 (11 pages) (lire en ligne ),
- « Prisoner among the Indians », The North American Review, Vol. 146, No. 374,‎ janvier 1888, p. 55-66 (12 pages) (lire en ligne ),
- « Sunday in Cherokee Land », The North American Review, Vol. 146, No. 375,‎ février 1888, p. 194-202 (9 pages) (lire en ligne ),
- « The Lion's Side of the Lion Question », The North American Review, Vol. 146, No. 376,‎ mars 1888, .294-309 (16 pages) (lire en ligne ),
- « Catholicism and Public Schools », The North American Review, Vol. 147, No. 384,‎ novembre 1888, p. 572-580 (9 pages) (lire en ligne ),
- « In Josephine's Garden », The North American Review, Vol. 148, No. 389,‎ avril 1889, p. 435-446 (12 pages) (lire en ligne ),
- « In Josephine's House », The North American Review, Vol. 148, No. 390,‎ mai 1889, p. 613-621 (9 pages) (lire en ligne ),
- « The Pope and Italy », The North American Review, Vol. 150, No. 399,‎ février 1890, p. 177-188 (12 pages) (lire en ligne )
- « Society Women before Christ », The North American Review, Vol. 151, No. 405,‎ août 1890, p. 146-159 (14 pages) (lire en ligne ),
- « The Ladies of the Last Cæsars », The North American Review, Vol. 151, No. 408,‎ novembre 1890, p. 548-566 (19 pages) (lire en ligne ),
- « Society Women of the Time of Christ. The Ladies of the Empire », The North American Review, Vol. 151, No. 406,‎ septembre 1890, p. 274-288 (15 pages) (lire en ligne ),
- « The Point of View », The North American Review, Vol. 155, No. 429,‎ août 1892, p. 171-180 (10 pages) (lire en ligne ),
- « An Open Letter to the Queen », The North American Review, Vol. 155, No. 430,‎ septembre 1892, p. 257-267 (11 pages) (lire en ligne ),
- « A Bible Lesson for Mr. Herbert Spencer », The North American Review, Vol. 156, No. 434,‎ janvier 1893, p. 87-97 (11 pages) (lire en ligne ),

## Regards sur son œuvre

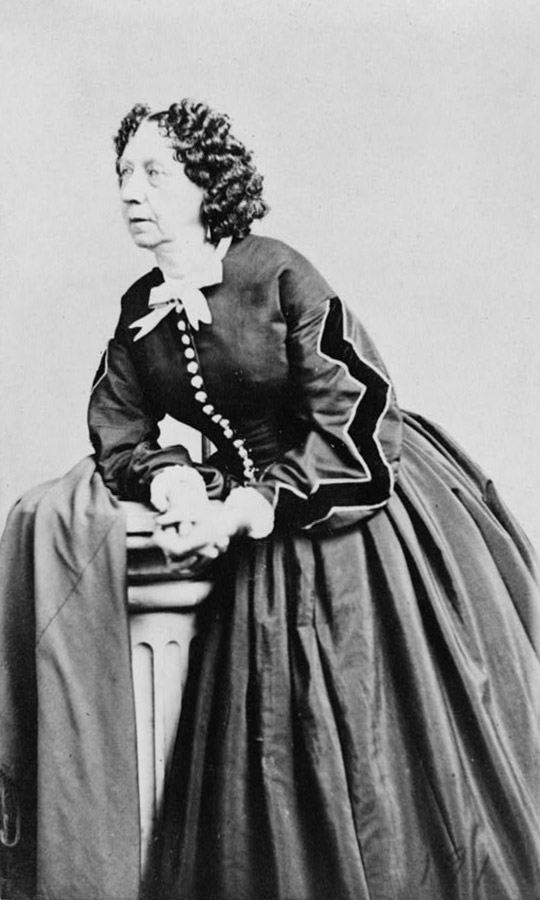
Fanny Fern.

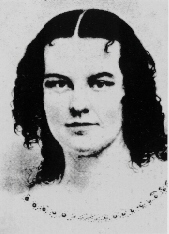
Rebecca Harding Davis.

Après son décès, The Atlantic écrit à son sujet qu' « elle fut la plus brillante des femmes américaines de son temps », la critique littéraire Fanny Fern écrit qu'elle était « une dame dont la seule mention faisait trembler et fuir les hommes les plus solides ! », quant à Harriet Beecher Stowe elle estime qu'« elle a été capable d'une inventivité originale, directe, vivace, déroutante et capable d'aborder divers domaines. », la journaliste et essayiste Rebecca Harding Davis estime qu'elle représente « l'exemple même de la femme de l'Ouest... directe, sans fioriture, démocrate, vivace, avec ce bon sens qui caractérise les gens de l'Ouest. ».

## Archives
Les archives de Mary Abigail Dodge sont déposées et consultables auprès de la bibliothèque du Five College Consortium (en) et de la Phillips Library (Massachusetts) (en) du Peabody Essex Museum,.